# フォーミュラ・リージョナル

ロゴ

フォーミュラ・リージョナル（英語: Formula Regional, 略称:FR）は、自動車レースの1カテゴリーである。FIAが定義するフォーミュラカーレースのうち、F3とF4の間に位置する。 

## 概要
FIAでは2020年より、全世界的にF3をワンメイク化した新カテゴリーに再編する方針を示していたが、各国のローカルシリーズの主催者から独自シリーズの存続を求める声が多く上がったため、最終的に2017年10月にFIA F3とFIA F4の中間カテゴリーとして「フォーミュラ・リージョナル」を設けることになった。2017年12月のFIA世界モータースポーツ評議会で新たに承認され、2018年からアジアと北米で新シリーズが開始され、続いて2019年にヨーロッパ、2020年に日本で開始された。正式なカテゴリ名はフォーミュラ・リージョナル・サーティファイド・バイ・FIA (FORMULA REGIONAL certified by FIA) 。
F3アジアシリーズでは、2018年よりフォーミュラ・リージョナル規格に準拠したタトゥース・F3 T-318を採用した。同シリーズには日本からのエントラントで、スーパーライセンスが参戦した。
2019年3月に童夢が、童夢・F111/3の開発に着手した事を発表。同年9月には完成したマシンを公開するとともに、2020年より「フォーミュラ・リージョナル・ジャパニーズ・チャンピオンシップ」の名称で同シャシーを用いたシリーズ戦を発足させる方針を明らかにした。
2024年からは、マカオグランプリのメインレースが、フォーミュラ・リージョナルによる「FIAフォーミュラ・リージョナル・ワールド・カップ」として開催される。

## レギュレーション
フォーミュラ・リージョナルは基本的にFIA-F4の仕組みを踏襲し、各シリーズごとにFIA公認のワンメイクのシャシー・エンジンによって争われるが、プライスキャップが定められており、シャシーは77,000ユーロ以下、エンジンは23,000ユーロ以下（2019年時点、その後物価変動に伴うスライドあり）で販売しなくてはならない（日本ではセットで1,200万円以下）。
シャシーは、タトゥース、リジェ・オートモーティブ、童夢が公認済み。
エンジンは、 270馬力のターボチャージャー付きガソリンエンジンを使用。アルファロメオ、ルノー、トヨタ、ホンダが公認済み。
- 全長/全幅/全高：4,891mm/1,850mm/957mm[15]
- ホイールベース：2,950mm
- 最低重量：670kg（ドライバー及びバラスト含む）
- ギアボックス：6速パドルシフト
- タイヤ：フロント240-13” リア280-13”

## シリーズ一覧
| シリーズ名                                           | 地域/国                                  | 開催年                                   | シャシー                                                          | エンジン                                                                     | タイヤ                                   |
| FIA フォーミュラ・リージョナル・シリーズ             | FIA フォーミュラ・リージョナル・シリーズ | FIA フォーミュラ・リージョナル・シリーズ | FIA フォーミュラ・リージョナル・シリーズ                          | FIA フォーミュラ・リージョナル・シリーズ                                     | FIA フォーミュラ・リージョナル・シリーズ |
| ---------------------------------------------------- | ---------------------------------------- | ---------------------------------------- | ----------------------------------------------------------------- | ---------------------------------------------------------------------------- | ---------------------------------------- |
| フォーミュラ・リージョナル・アメリカズ選手権         | 北米                                     | 2018 - 現在                              | リジェ・JS F3                                                     | ホンダ K20C1 2.0 L                                                           | ハンコック                               |
| フォーミュラ・リージョナル・ヨーロッパ選手権         | ヨーロッパ                               | 2019 - 現在                              | タトゥース・F3 T-318 (2019 - 2020) タトゥース・FR19 (2021 - 現在) | アルファロメオ 1.8 L (2019 - 2020) ルノー・スポール M5Pt 1.8 L (2021 - 現在) | ピレリ                                   |
| フォーミュラ・リージョナル・ジャパニーズ選手権       | 日本                                     | 2020 - 現在                              | 童夢・F111/3                                                      | アルファロメオ 1.8 L                                                         | ダンロップ                               |
| フォーミュラ・リージョナル・オセアニア選手権         | ニュージーランド                         | 2020 - 現在                              | タトゥース・FT-60                                                 | トヨタ 8AR 2.0 L                                                             | ピレリ                                   |
| フォーミュラ・リージョナル・ミドルイースト選手権     | 中東                                     | 2023 - 現在                              | タトゥース・F3 T-318                                              | アルファロメオ 1.8 L                                                         | ジーティー                               |
| フォーミュラ・リージョナル・ワールドカップ           | マカオ                                   | 2024 - 現在                              | タトゥース・F3 T-318                                              | アルファロメオ 1.8 L                                                         | ピレリ                                   |
| FIA フォーミュラ・リージョナル規則を採用したシリーズ |                                          |                                          |                                                                   |                                                                              |                                          |
| アルティメットカップシリーズ                         | フランス                                 | 2020 - 現在                              | タトゥース・FR19                                                  | ルノー・スポール M5Pt 1.8 L                                                  | フージャー                               |
| ユーロカップ3                                        | ヨーロッパ                               | 2023 - 現在                              | タトゥース・F3 T-318                                              | アルファロメオ 1.8 L                                                         | ハンコック                               |
| 計画中のFIA フォーミュラ・リージョナル・シリーズ     |                                          |                                          |                                                                   |                                                                              |                                          |
| フォーミュラ・リージョナル・オーストラリア選手権     | オーストラリア                           | 2025 - 予定                              | タトゥース・FT-60                                                 | トヨタ 8AR 2.0 L                                                             | ピレリ                                   |
| フォーミュラ・リージョナル・インド選手権             | インド                                   | TBC                                      | タトゥース・F3 T-318                                              | アルファロメオ 1.8 L                                                         | ピレリ                                   |
| かつて開催されていたシリーズ                         |                                          |                                          |                                                                   |                                                                              |                                          |
| フォーミュラ・リージョナル・アジア選手権             | アジア                                   | 2018 - 2022                              | タトゥース・F3 T-318                                              | アルファロメオ 1.8 L                                                         | ジーティー                               |
| フォーミュラ・ルノー・ユーロカップ                   | ヨーロッパ                               | 2019 - 2020                              | タトゥース・FR19                                                  | ルノー・スポール M5Pt 1.8 L                                                  | ハンコック                               |
| Wシリーズ                                            | 国際                                     | 2019 2021 - 2022                         | タトゥース・F3 T-318 タトゥース・FT-60 (2022 Rd.2)                | アルファロメオ 1.8 L トヨタ 8AR 2.0 L (2022 Rd.2)                            | ハンコック                               |